# Луиза Мария Бельгийская
Её Императорское и Королевское Высочество принцесса Луиза Мария (фр. Luisa Maria Anna Martine Pilar ; род. 11 октября 1995, Брюссель, Бельгия) — принцесса Бельгийская, вторая дочь в семье принцессы Астрид Бельгийской и Эрцгерцога Лоренца Австрийского-Эсте, 9-я в линии наследования бельгийского трона.
Луиза Мария имеет двух старших братьев и сестру: принцев Амедео (род. 1986)  и Иоахима (род. 1991) и принцессу Марию Лауру (род. 1988), и младшую сестру — принцессу Летицию Марию (род. 2003).
Принцесса Луиза Мария окончила колледж Sint-Jan Berchman, как и старшие брат с сестрой. Сейчас посещает Sevenoaks School в графстве Кент (Великобритания).